# Masaki Ejima
Masaki Ejima (6 de marzo de 1999) es un deportista de Japón que compite en atletismo. Ganó una medalla de bronce en el Campeonato Mundial de Atletismo Sub-20 de 2018, en la prueba de salto con pértiga.